# Ketelmeer
Ketelmeer je odvojak IJsselmeera u koji se ulijeva rijeka IJssel, a nalazi se između poldera Noordoostpolder (sjeveroistočni polder) i Oostelijk Flevoland (istočni Flevoland) i povezuje rijeku IJssel s IJsselmeerom. To je jedno od graničnih jezera, kontinuirano vodeno tijelo koje odvaja Flevoland od Noordostpoldera i drevnih zemalja pokrajina Gelderland i Utrecht. Ketelmeer pokriva područje od 3500 hektara, od čega je većina u pokrajini Flevoland, ali delta rijeke IJssel nalazi se u pokrajini Overijssel.
Izdvojen je iz Zuiderzeea izgradnjom poldera Noordoostpolder i Flevoland, između kojih se nalazi. Preko Ketelmeera se IJsselmeer povezuje sa Zwarte Meer i Veluwemeer, vodenim pojasom koji odvaja Flevoland od obale kopna.
Ketelmeer sadrži IJsseloog, kružnu jamu promjera jednog kilometra na umjetnom otoku, izgrađenu da sadrži otrovni mulj izvučen iz dna Ketelmeera
Ketelbrug je pokretni most preko rijeke Ketelmeer koji povezuje Noordoostpolder i Oostelijk Flevoland.

## Vanjske poveznice
|  | Zajednički poslužitelj ima još gradiva o temi Ketelmeer |